# Anue
Anue és un municipi de Navarra, a la comarca d'Ultzamaldea, dins la merindad de Pamplona. Està format pels concejos de:
- Aritzu
- Burutain
- Egozkue
- Etsain
- Etulain
- Leazkue
- Olague

## Topònim
Anue és un topònim fosc del que ningú sap l'origen. Julio Caro Baroja deia que aquest topònim havia d'estar relacionat amb altres topònims bascos com Anoeta. Quan la Vall d'Anue es va convertir en municipi amb la reforma administrativa de 1842; el municipi va prendre originalment el nom d'Arizu, que era el del poble de la vall que exercia per aquell temps com capital. No obstant això en tots els censos posteriors el municipi figura sota el nom d'Anue.

## Demografia
| Evolució demogràfica                            | Evolució demogràfica | Evolució demogràfica | Evolució demogràfica | Evolució demogràfica | Evolució demogràfica | Evolució demogràfica | Evolució demogràfica | Evolució demogràfica | Evolució demogràfica | Evolució demogràfica |
| 1996                                            | 1998                 | 1999                 | 2000                 | 2001                 | 2002                 | 2003                 | 2004                 | 2005                 | 2006                 | 2007                 |
| ----------------------------------------------- | -------------------- | -------------------- | -------------------- | -------------------- | -------------------- | -------------------- | -------------------- | -------------------- | -------------------- | -------------------- |
| 449                                             | 431                  | 433                  | 419                  | 414                  | 419                  | 405                  | 411                  | 402                  | 388                  | 390                  |
| Fonts: Anue i Institut d'Estadística de Navarra |                      |                      |                      |                      |                      |                      |                      |                      |                      |                      |

## Personatges il·lustres
- Juan de Vicuña (siglo XVIII): mestre i cal·lígraf.
- Román Oyarzun (1882-1968): diplomàtic i advocat. Autor d'Historia del Carlismo, una de les obres de referència sobre aquest moviment polític.